# حوض متجمد
الحوض المتجمد هو أحد المضاعفات الشديدة لبعض الأمراض خاصة الانتباذ البطاني الرحمي وسرطان الرحم .
حيث أنه الحالة الطبيعية تكون الأعضاء الداخلية الموجودة في تجويف الحوض كالمثانة البولية والمبيضين والرحم والأمعاء الغليظة منفصلة عن بعضها البعض، وبالتالي يُمكن لهذه الأعضاء المنفصلة أن تتحرك أو تنزلق فوق بعضها مع حركة الجسم، كما يُمكنللجراح أثناء جراحة البطن أن يدخل بين أي عضوين دون الحاجة إلى التقطيع منهما، أما في حالة الحوض المتجمد في الأعضاء تلتصق في بعضها عبر الندبات الداخلية أو الالتصاقات وبالتالي لا يمكنها أن تتحرك بسهولة مع حركة الجسم كما لا يُمكن للجراح الدخول بينها دون تقطيع، بعبارة أخرى تكون الأعضاء متصلة ببعضها كما يحدث للأكياس الموجودة في ثلاجات التجميد (ومن هنا جائت التسمية)

## الأعراض
يُمكن للحوض المتجمد أن يسبب آلام مزمنة في الحوض، وذلك لأن الأعضاء الداخلية تكون ملتصقة مع بعضها البعض وبالتالي لا يمكنها أن تتحرك بشكل طبيعي، فيتسبب هذا الالتصاق في الإحساس بالألم أثناء تحرك العضو الملتصق بشكل غير صحيح خلال حركة الأمعاء، التبول، الحيض، والاتصال الجنسي .  كما أن اشتراك الأعصاب الحوضية يُمكن أن يسبب آلام الأعصاب، وتختلف الأعراض تبعا للعضو الملتصق ومدى التصاقه بالعضو المجاور. 

## الأسباب
غالبًا ما يتسبب الانتباذ البطاني الرحمي في الحوض المتجمد، 
كما يمكن أن يتسبب في الحوض المتجمد العديد من الأمراض مثل سرطانات المبيض المتأخرة وسرطان القولون،  وكذلك داء الشعيات في مراحله اللاحقة وخاصة بعد إزالة اللولب الرحمي، كما يُمكن أن يتسبب في الحوض المتجمد كل من الالتهابات (مثل مرض التهاب الحوض) والندبات الداخلية الناتجة عن جراحة البطن، والنمو غير السرطاني والندوب الداخلية الناتجة عن العلاج الإشعاعي، ويُعتبر السل التناسلي سببا شائع نسبيا للعقم في بعض البلدان (مثل الهند) ويمكن أن يسبب الحوض المجمد.  

## التشخيص
قد يحدث اكتشاف الحوض المتجمد أثناء إجراء جراحة بالحوض، كما يُمكن للتصوير المقطعي المحوسب أن يُشير إلى وجود حوض متجمد. 

### التصنيف
يُصنف الحوض المتجمد أحيانا إلى واحد من عدة أنماط: 
نابذ
نموذجي في الانتباذ البطاني الرحمي
جابذ
نادر الحدوث، لكنه أكثر شدة
متجمد يساري
ويؤثر في المقام الأول على الجانب الأيسر، بالقرب من القولون السيني
مكتمل
وفيه تلتصق كل الأعضاء ببعضها.

## النتائج
تشمل مضاعفات الحوض المتجمد، في حالة عدم التشخيص العلاج، كل من الانسداد المعوي، وأنواع عديدة من موه الكلية وغيرها من الأضرار التي تصيب الجهاز البولي، وتلف الأعصاب الحوضية. 
يصعب التعامل مع الحوض المتجمد إذا كانت هناك حاجة لعملية جراحية في البطن، وذلك لأن المعالم التشريحية التي يستخدمها الجراحون لتحديد وتجنب الهياكل الحساسة والأعضاء القريبة تكون مشوهة أو غير واضحة بسبب التصاقات الأعضاء، ومن ثم فإن الجراح قد لا يتمكن من إكمال الجراحة بأمان،   وقد تم الإبلاغ عن معدل مضاعفات جراحية وصلت إلى 2٪ بشكل عام، و 24٪ إذا امتدت الالتصاقات إلى الأمعاء الغليظة. 